# 東雲寺 (掛川市)
東雲寺（とううんじ）は静岡県掛川市にある仏教寺院。

## 由緒
東雲寺は窓泉寺 (掛川市)の末寺として承応2年、窓泉寺4代元室隆正和尚を請し開山。
境内に地蔵菩薩を祭る仏堂がある。
現住職は、窓泉寺住職が兼務。

## アクセス
- 秋葉バスサービス秋葉中遠線「藤塚」停留所下車。（JR東海道線袋井駅から大東支所行バスで約30分。）
- 掛川市自主運行バス掛川大須賀線「アイク前」停留所下車。（東海道新幹線・JR東海道線・天竜浜名湖鉄道線掛川駅からとうもんの里行バスで約35分。なお、掛川大須賀線は平日のみ運行。）